# 淺野財閥
淺野財閥 （日语：浅野財閥、あさのざいばつ）是淺野總一郎設立的財閥，也是GHQ指定的十大財閥之一。淺野財閥的旗下企業在二戰後大多以舊傘安田財閥的富士銀行為主要銀行。現太平洋水泥、沖電氣工業曾是淺野財閥企業之一。

## 集團業務
淺野財閥的控制形式複雜多樣，有出資控制、派出高階主管控制、直接控制、間接控制等。而且大公司相對較少，小公司特別多。就直屬公司數量而言，也超過了三井、三菱、安田等企業集團。 截至1945年，直營及子公司共有94家，名目資本額7億日圓。
- 淺野水泥（現：太平洋水泥[4]、台灣水泥) - 從歷史、規模、投資金額來看，水泥是淺野財閥的核心。 淺野財閥的水泥廠分佈在日本各地，北起北海道，南至台灣，據說佔日本水泥產量的一半以上[5][6]。
- 富士製鋼（現：日本製鐵）
- 浅野小倉製鐵所（現：日本製鐵）
- 浅野物產（現：丸紅）
- 鐵路業
  - 青梅電気鉄道（現：JR青梅線）- 淺野總一郎是創辦人之一，1892年以股份計算排第二[7]。
  - 磐城鉄道（現：JR常磐線）- 12.5%出資。日本鐵道50萬日圓、通運公司50萬日圓、川崎八右衛門50萬日圓、澀澤財閥25萬日圓、淺野財閥25萬日圓，共200萬日圓[8]。
  - 南武鉄道（現：JR南武線、太平洋不動產（日语：太平洋不動産））- 40%股份最大股東。
  - 鶴見臨港鉄道（現：JR鶴見線）- 50%出資
- 東亜港湾工業（現：東亞建設工業（英语：TOA Construction Corporation）)
- 日本鋼管（現JFE控股 ）[9]
- 沖電氣工業
- 東京瓦斯 - 1888年，東京府瓦斯局出售，成為東京瓦斯公司。 渋沢栄一（澀澤財閥）是第一大股東，浅野総一郎以持股數量排名第五，但持股數量相同的還有其他四人，包括岩崎久弥（三菱財閥）和安田善次郎（安田財閥）等。[10]
- 磐城炭鉱（現常磐興產（日语：常磐興産））- 由淺野財閥和澀澤財閥共同創立 [11]
- 帝國飯店 - 東京頂級飯店御三家
- 東洋汽船
- 日本昼夜銀行（經營不善被與安田銀行合併後，改為富士銀行，現為瑞穗銀行）[12]